# Gailingen am Hochrhein
Gailingen am Hochrhein település Németországban, azon belül Baden-Württembergben. Lakosainak száma 3031 fő (2023. december 31.). Gailingen am Hochrhein Buch (SH) községgel határos.

## Népesség
A település népessége az elmúlt években az alábbi módon változott:
| Lakosok száma | 1976 | 2179 | 2359 | 2368 | 2289 | 2685 | 2789 | 3070 | 2835 | 3031 |
|               | 1961 | 1967 | 1974 | 1980 | 1987 | 1993 | 2000 | 2006 | 2013 | 2023 |